# Vasile Fabian-Bob
Vasile Fabian-Bob (n. 31 decembrie 1795, Rusu Bârgăului, Bistrița-Năsăud – d. 7 aprilie 1836, Iași) a fost un profesor și poet român.

## Biografie
Numele Fabian provine din latinizarea numelui de naștere Bob. S-a născut în Transilvania, ca fiu al unui caporal din Districtul Grăniceresc Năsăud, văr al episcopului Ioan Bob de la Blaj. A studiat la Năsăud, la Blaj (1820) și la Cluj, unde a urmat dreptul.
A ajuns profesor de filosofie la Academia Mihăileană din Iași. A alcătuit manuale de geografie și matematică pentru școlile elementare și o gramatică româno-latină. Fabian-Bob a scris versuri cu caracter patriotic și satiric („Moldova la anul 1821”, „Moldova la anul 1829”, „Glasul viitorului” și „Suplement la Geografie”, ultima cu ecouri din preromantismul lui Th. Gray), tipărite postum în revista „Foaie pentru minte, inimă și literatură” și în „Lepturariul” lui Aron Pumnul.
În timpul mișcării revoluționare din 1821, a trecut la Chișinău, de unde a revenit la Iași, la invitația lui Gheorghe Asachi, ca profesor la seminarul de la Socola. Între 1828 și 1836 a funcționat ca profesor de geografie și latină la gimnaziul Vasilian de la Trei Ierarhi.
A mai fost și preceptor al unor fii de boieri.
Manuscrisele lui Fabian au fost folosite la predare și după moartea sa.